# وزير دولة
وزير الدولة أو كاتب الدولة في بعض البلدان، هو وزير يعينه رئيس الوزراء كعضو في الوزارة دون أن تسند إليه حقيبة وزارية، أي هو وزير بلا وزارة، لكنه يشارك في جلسات المجلس الوزاري، قد يعمد رئيس الوزراء إلى تحديد حقل اختصاص لوزير الدولة أو منه الاهتمام بقضية معينة وإعداد دراسة عنها. ينظر إلى هذا المنصب كوسيلة للاستعانة بالكفاءات ذات الصفة الاستشارية. يرتبط وزير الدولة مباشرة برئيس مجلس الوزراء، وأحياناً يكون وزير الدولة في بعض البلدان أدنى درجةً من وزير في مجلس الوزراء.

## حسب البلد

### المملكة العربية السعودية
مدة بقائه كوزير دولة في المملكة العربية السعودية هي أربع سنوات، قابلة للتمديد بموجب أمر ملكي أو أميري أو رئاسي.

### مصر
وزراء الدولة في مصر: البحث العلمي، الآثار، الإنتاج الحربي،الرياضة، الشباب، البيئة

### الأردن
بحسب تشكيلة الحكومة في أكتوبر 2020:
- وزير دولة للشؤون الاقتصادية
- وزير دولة للشؤون القانونية
- وزير دولة لشؤون الإعلام
- وزير دولة لشؤون الاستثمار
- وزير دولة لتطوير الأداء المؤسسي
- وزير دولة لشؤون المتابعة والتنسيق الحكومي
- وزير دولة لشؤون رئاسة الوزراء

### فلسطين
بحسب تشكيلة حكومة محمد مصطفى:
- وزير دولة لشؤون الخارجية والمغتربين
- وزير دولة لشؤون الإغاثة